# Ndiss Kaba Badji
Ndiss Kaba Badji (* 21. September 1983 in Pikine) ist ein ehemaliger senegalesischer Leichtathlet, der im Weit- und Dreisprung an den Start ging. Er wurde Afrikameister im Weit- und Dreisprung und siegte im Dreisprung auch bei den Afrikaspielen, womit er zu den erfolgreichsten Leichtathleten seines Landes zählt.

## Sportliche Laufbahn
Erste internationale Erfahrungen sammelte Ndiss Kaba Badji im Jahr 2001, als er bei den Juniorenafrikameisterschaften in Réduit mit 15,09 m die Silbermedaille im Dreisprung gewann und im Weitsprung mit 7,08 m den vierten Platz belegte. Im Jahr darauf gelangte er bei den Juniorenweltmeisterschaften in Kingston mit 15,29 m auf Rang neun im Dreisprung und verpasste im Weitsprung mit 7,37 m den Finaleinzug. Anschließend klassierte er sich bei den Afrikameisterschaften in Radès mit 7,90 m auf dem fünften Platz im Weitsprung. 2003 nahm er an der Sommer-Universiade in Daegu teil und belegte dort mit 7,83 m den fünften Platz im Weitsprung und anschließend gewann er bei den Afrikaspielen in Abuja mit 7,92 m die Silbermedaille hinter dem Ghanaer Ignisious Gaisah. Zudem belegte er im Dreisprung mit 16,18 m den vierten Platz. Daraufhin wurde er bei den Afro-Asiatischen Spielen in Hyderabad mit 15,61 m Fünfter und gewann im Weitsprung mit 7,86 m die Silbermedaille hinter dem Algerier Nabil Adamou. Im Jahr darauf schied er bei den Hallenweltmeisterschaften in Budapest mit 7,54 m in der Vorrunde aus und Mitte Juli gewann er bei den Afrikameisterschaften in Brazzaville mit 7,86 m die Silbermedaille hinter dem Mauritier Jonathan Chimier. Daraufhin nahm er erstmals an den Olympischen Sommerspielen in Athen teil und schied dort mit 7,74 m in der Qualifikationsrunde aus.
2005 gewann er ursprünglich bei den Islamic Solidarity Games in Mekka zwei Medaillen, wurde aber anschließend des Dopings überführt und seine Medaillen wurden ihm aberkannt und er wurde bis 2007 gesperrt. Nach Ablauf seiner Sperre siegte er 2007 mit einer Weite von 16,80 m im Dreisprung bei den Afrikaspielen in Algier und belegte im Weitsprung mit 7,84 m den fünften Platz. Anschließend erreichte er bei den Weltmeisterschaften in Osaka das Finale im Weitsprung und gelangte dort mit 8,01 m auf den siebten Platz. Im Jahr darauf siegte er mit 17,07 m im Dreisprung bei den Afrikameisterschaften in Addis Abeba und anschließend nahm er erneut an den Olympischen Sommerspielen in Peking teil und schied dort im Dreisprung ohne einen gültigen Versuch in der Qualifikationsrunde aus. Im Weitsprung erreichte er das Finale und belegte dort mit 8,16 m den fünften Platz. Zum Saisonabschluss belegte er beim IAAF World Athletics Final in Stuttgart mit 7,76 m den siebten Platz im Weitsprung und wurde mit 15,66 m Achter im Dreisprung.
2009 gewann er bei der Sommer-Universiade in Belgrad mit 8,19 m die Silbermedaille im Weitsprung hinter dem Südkoreaner Kim Deok-hyeon. Anschließend verpasste er bei den Weltmeisterschaften in Berlin mit 7,98 m den Finaleinzug und wurde dann beim IAAF World Athletics Final in Thessaloniki mit einem Sprung auf 7,96 m Vierter, ehe er bei den Spielen der Frankophonie in Beirut mit 8,32 m die Silbermedaille hinter dem Marokkaner Yahya Berrabah gewann. Im Jahr darauf belegte er bei den Hallenweltmeisterschaften in Doha mit 7,86 m den sechsten Platz im Weitsprung und Ende Juli gewann er bei den Afrikameisterschaften in Nairobi mit 8,10 m die Silbermedaille hinter dem Südafrikaner Godfrey Khotso Mokoena. Anfang September gelangte er dann beim IAAF Continentalcup in Split mit 7,87 m auf Rang sechs. 2011 bestritt er kaum Wettkämpfe, gewann aber bei den Afrikaspielen in Maputo mit 7,83 m die Bronzemedaille hinter dem Südafrikaner Luvo Manyonga und Ignisious Gaisah aus Ghana. Im Jahr darauf klassierte er sich bei den Hallenweltmeisterschaften in Istanbul mit 7,97 m auf dem fünften Platz und Anfang Mai wurde er bei der Doha Diamond League mit 8,04 m Dritter. Ende Juni siegte er mit einem Sprung auf 8,04 m bei den Afrikameisterschaften in Porto-Novo und startete dann ein weiteres Mal bei den Olympischen Sommerspielen in London, bei denen er aber mit 7,66 m den Finaleinzug verpasste. Zudem war er Fahnenträger seines Landes bei der Eröffnungsveranstaltung der Spiele.
2013 schied er bei den Weltmeisterschaften in Moskau mit 7,62 m in der Qualifikationsrunde aus und anschließend belegte er bei den Spielen der Frankophonie in Nizza mit 7,58 m den siebten Platz. Im Jahr darauf gelangte er bei den Afrikameisterschaften in Marrakesch mit 7,61 m auf den achten Platz und 2015 siegte er mit 7,74 m bei den Afrikaspielen in Brazzaville, nachdem der ursprüngliche Sieger Samson Idiata aus Nigeria wegen eines Dopingverstoßes disqualifiziert worden war. Im Juli 2016 bestritt er in La Roche-sur-Yon seinen letzten offiziellen Wettkampf und beendete daraufhin seine aktive sportliche Karriere im Alter von 32 Jahren.
In den Jahren 2003, 2004 und 2009 wurde Badji senegalesischer Meister im Weitsprung sowie 2002 im Dreisprung.

## Persönliche Bestleistungen
- Weitsprung: 8,32 m (+1,9 m/s), 2. Oktober 2009 in Beirut
  - Weitsprung (Halle): 8,01 m, 27. Februar 2010 in Paris
- Dreisprung: 17,07 m (+1,7 m/s), 3. Mai 2008 in Addis Abeba (senegalesischer Rekord)
  - Dreisprung (Halle): 16,10 m, 20. Februar 2005 in Moskau